# Crematogaster osakensis
Crematogaster osakensis är en myrart som beskrevs av Auguste-Henri Forel 1900. Crematogaster osakensis ingår i släktet Crematogaster och familjen myror. Inga underarter finns listade i Catalogue of Life.